# Palais Galler
 (septembre 2024).
Le Palais Galler, ou Palais Prandegg, est un palais de Graz situé sur la Karmeliterplatz dans le quartier Innere Stadt.

## Histoire
Lors de l'expansion baroque de la ville, les murs de la ville ont été repoussés vers l'est et de nouveaux terrains à bâtir ont été disponibles. Les deux bâtiments antérieurs au palais avec jardins ont été acquis par le comte Viktor Jacob von Prandegg en 1674. Les maisons furent ensuite démolies et le palais baroque fut construit vers 1680 et 1690. Le palais fut acheté par le comte Wilhelm Galler dès 1693. Les propriétaires suivants ne sont pas connus jusqu'à ce que le palais soit appelé Breunersches Haus en 1748 et qu'une comtesse Elisabeth von Galler soit attestée comme propriétaire de 1785 à 1803. Après un nouveau changement de propriétaire, Friedrich Chevalier de Bachet a fait réaliser une rénovation complète.
À partir de 1920, l'association missionnaire catholique Weißes Kreuz est propriétaire du Palais Galler jusqu'à son expropriation en 1938. Après l'annexion de l'Autriche à l'Allemagne, le bâtiment servit de siège à la direction régionale du NSDAP jusqu'à ce que la Croix Blanche retrouve ses droits de propriété après la  guerre. En 1977, le Palais Galler fut vendu au Parti populaire de Styrie, qui y a depuis lors son siège. 
Le portique d'entrée n'a été construit qu'en 1843. L'intérieur du bâtiment présente des plafonds en stuc du XVIIe siècle. Un poêle Empire en faïence vert (vers 1780/90) et une cheminée néo-Renaissance (fin du XIXe  siècle) ont été conservés de l'intérieur d'origine.

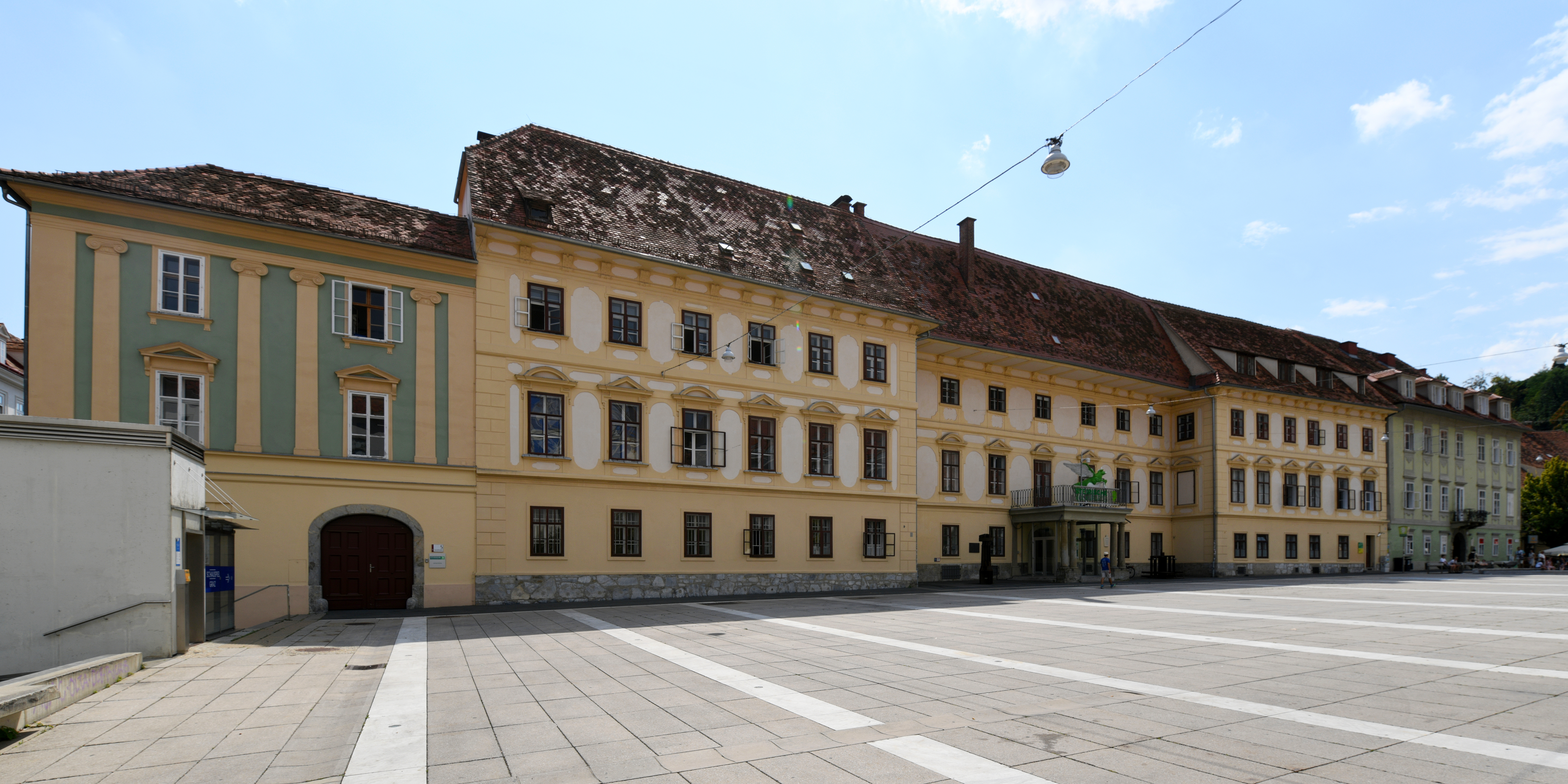
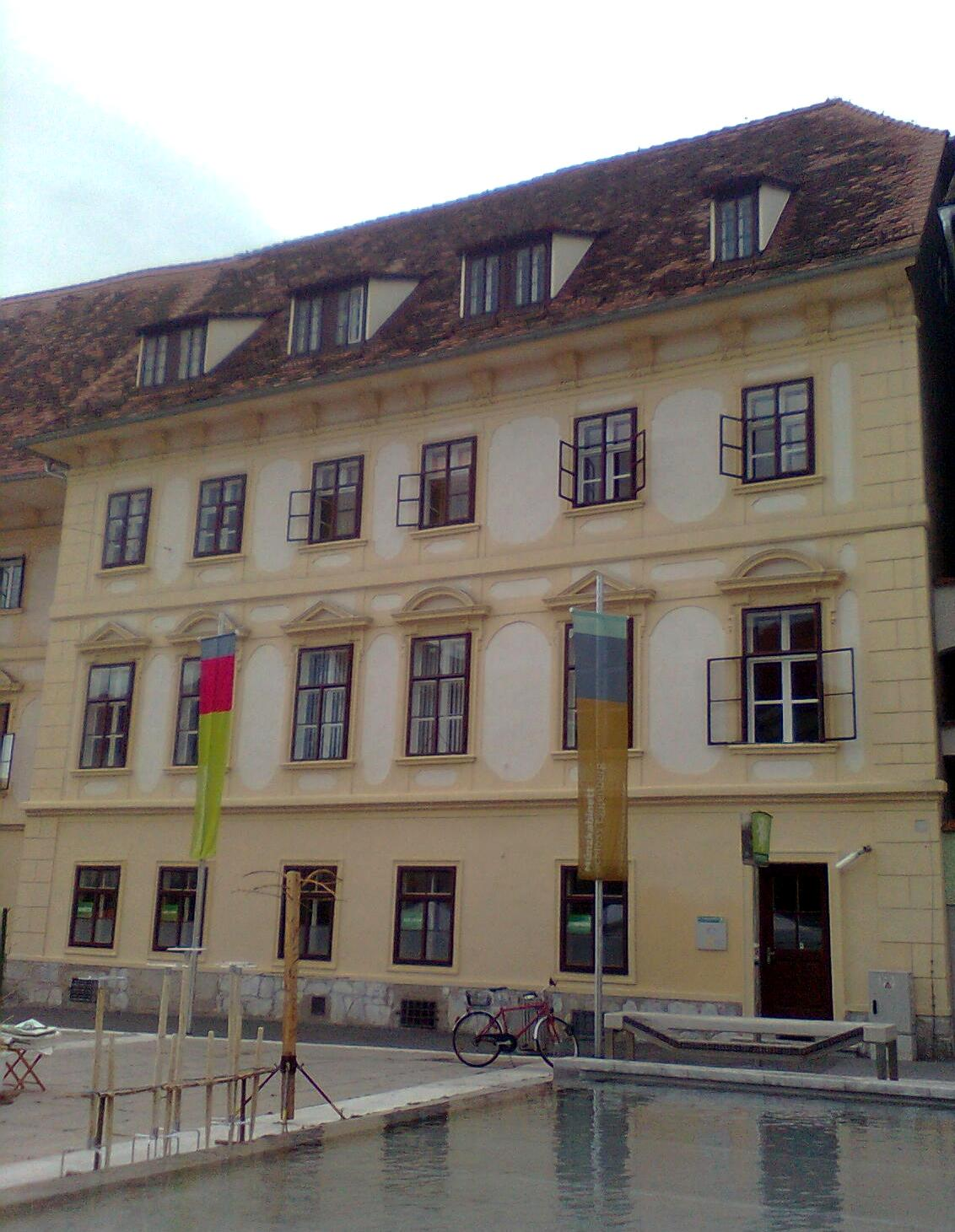
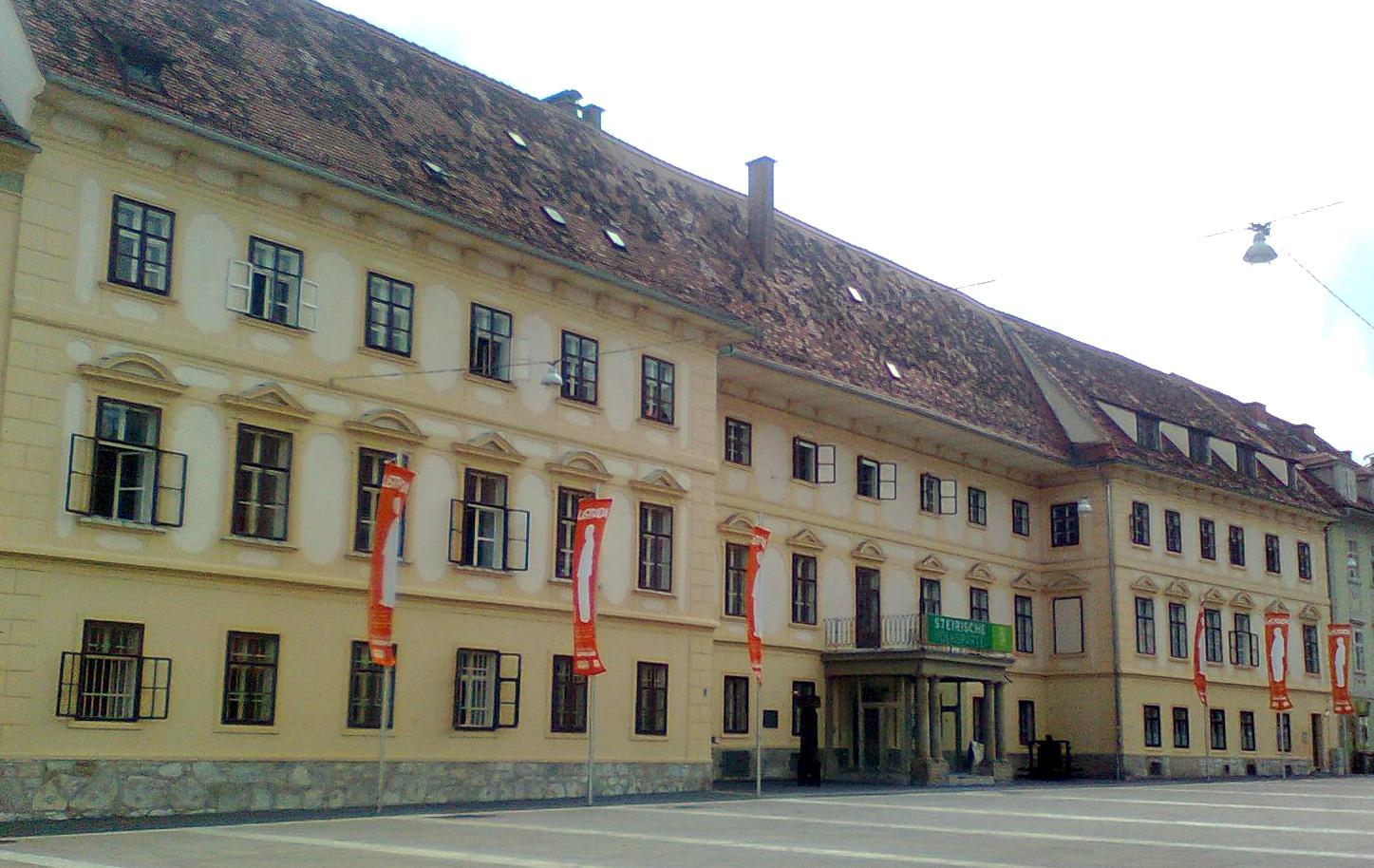